# كورو (لاعب كرة قدم)
كورو (بالإسبانية: Antonio José González García) هو لاعب كرة قدم إسباني، ولد في 27 نوفمبر 1981 في سانتا أماليا في إسبانيا. لعب مع نادي لاس بالماس.

## وصلات خارجية
- كورو على موقع قاعدة بيانات كرة القدم.إي يو (الإنجليزية)
- كورو على موقع Soccerway.com (الإنجليزية)